# Santo Espírito
Santo Espírito es una freguesia portuguesa del concelho de Vila do Porto, con 26,65 km² de superficie y 723 habitantes (2001). Su densidad de población es de 27,1 hab/km².